# Eurylaimus
Genre
Le genre Eurylaimus regroupe deux espèces de passereaux appartenant à la famille des Eurylaimidae. Deux autres espèces appartenant auparavant à ce genre ont été déplacées dans le genre Sarcophanops.

## Liste d'espèces
D'après la classification de référence (version 2.5, 2010) du Congrès ornithologique international (ordre phylogénique) :
- Eurylaimus javanicus – Eurylaime de Horsfield
- Eurylaimus ochromalus – Eurylaime à capuchon